# Kutmecke
Kutmecke ist ein Bauerndorf 4 km nordöstlich von Soest an der Schleddestraße gelegen. Es wird im Kern von drei Bauernhöfen gebildet. Am westlichen Ortsrand fließt die Schledde entlang. Der zuständige Ortsvorsteher ist in Thöningsen.
Der für 1168–1190 als Cuthenbeke erstmals belegte Name bedeutet etwa Ferkelbach (Zusammenziehung aus kudde, kodde Ferkel und beke Bach).